# Marijonas Petravičius
Marijonas Petravičius (ur. 24 października 1979 w Szyłele) – litewski koszykarz, występujący na pozycjach silnego skrzydłowego oraz środkowego, olimpijczyk, wielokrotny mistrz rozmaitych lig krajowych oraz międzynarodowych.

## Osiągnięcia
Na podstawie, o ile nie zaznaczono inaczej.
Drużynowe
- Mistrz:
  - FIBA EuroCup Challenge (2004)
  - Eurocup (2009)
  - Ligi Bałtyckiej (2007, 2009)
  - Litwy (2009)
  - Łotwy (2006)
  - Niemiec
- Wicemistrz:
  - Eurocup (2007)
  - Ligi Bałtyckiej (2008)
  - Litwy (2007, 2008)
  - Włoch (2010)
- Zdobywca pucharu Litwy (2009)
- Finalista pucharu Litwy (2007, 2008)
- Uczestnik rozgrywek TOP 16 Euroligi (2008)

Indywidualne
- MVP:
  - finałów:
    - Eurocupu (2009)
    - EuroCup Challenge (2004)
    - ligi łotewskiej (2006)

  - tygodnia Euroligi (2007)
- Uczestnik:
  - litewskiego meczu gwiazd (2008, 2009)
  - meczu gwiazd Ligi Bałtyckiej (2008)

Reprezentacja
- Uczestnik:
  - igrzysk olimpijskich (2008 – 4. miejsce)
  - mistrzostw Europy (2009 – 11. miejsce, 2011 – 5. miejsce)